# Fort Pierre
Fort Pierre er en amerikansk by og administrativt centrum for det amerikanske county Stanley County i staten South Dakota. I 2000 havde byen et indbyggertal på 1.991.
44°21′32″N 100°22′33″V / 44.3589°N 100.3758°V